# Catedral de Sogorb
La Catedral de Santa Maria de l'Assumpció de Sogorb és un temple catòlic, seu principal del bisbat de Sogorb-Castelló. Conjunt monumental amb actuacions continuades des del segle xiv fins inicis del segle xix, amb un claustre i una torre campanar gòtic, tots dos trapezoidals, i un temple neoclàssic bastit sobre un cos gòtic. Es troba en el centre de la ciutat històrica.
Fou declarada Bé d'Interés Cultural (BIC) el 24 de setembre de 2002.

## Història
En els primers anys de la conquesta l'única església en Sogorb fou Sant Pere, a extramurs de la ciutat, i sols al traslladar-se els cristians dins del recinte murat, s'al·ludeix a l'església de Santa Maria, que fou un temple senzill reutilitzant i modificant la mesquita, per estar la jurisdicció eclesiàstica de la ciutat de Sogorb en disputa durant tot el segle xiii amb l'arquebisbat de Tarragona i el bisbat de València. No serà fins a 1329 quan el papa Joan XXII publique la butlla de concessió d'indulgències als qui contribueixen en la construcció d'un edifici digne per a ser la seu catedralícia. D'aquest moment fou la construcció d'una església de coberta de fusta a dues aigües i arcs diafragmàtics. A finals de segle, altra butlla, aquesta del papa Climent VII concedida en 1385, dona impuls a les obres i es completa l'aspecte de la catedral, sempre cap al nord per la limitació que suposa la proximitat de la muralla de la ciutat, amb la construcció de la nau, part del claustre, i la capella del Salvador. Serà en temps del bisbe Pérez de Heredia (1387-1400) quan es completa el claustre i les capelles adjacents: Santa Clara, Santa Eulàlia i la dels sants Antoni Abat i Antoni de Pàdua. El presbiteri fou obra de Joan de Burgos.
En 1417 es construeix la Sala Capitular, paral·lela a la capella del Salvador. I a mitjan segle es construeix, en l'interior del temple, la capella de Sant Miquel. També per aquests anys es construeix la torre campanar. Amb el començament del segle xvi es construeix la portada de Santa Maria, que es troba en l'interior del claustre, i el claustre alt.
El segle xvi s'inicia amb una renovació renaixentista del presbiteri i la construcció, per part de Vicent Macip, del retaule major.
En els inicis del segle xvii s'edifica la capella del Sagrari, en 1665 el mestre d'obres Mateo Bernia construeix la façana principal i, en 1696 es renova el presbiteri amb influències de Pérez Castiel. A principis del segle xviii es canvia el cor gòtic per altre barroc a mans de l'escultor Nicolás Camarón i en el primer terç del segle es realitza la Sala de l'Arxiu, al damunt de la Sala Capitular.
La remodelació més important fou dissenyada per l'arquitecte acadèmic Vicent Gascó, amb la col·laboració de Francisco Marzo i Mariano Llisterri, essent bisbe Lorenzo Gómez de Haedo i realitzada entre 1791 i 1795. Amb un esquema neoclàssic, revesteix i reforça els murs perimetrals, derrueix la capçalera i les voltes, i utilitza unes pilastres aparellades d'orde compost i una decoració per crear un conjunt harmònic i seré. Manuel Camarón decora la volta de l'absis en 1806 i els medallons de la volta de la nau són de Josep Vergara, i també participaren Lluís Planes i Vicent López. Al mateix temps, es fan obres en les sagristies i en el cambril, i en 1801 Mariano Llisterri substitueix en la portada major el pòrtic barroc per un mainell amb dues portes, una d'entrada i altra falsa, ja que se situa davant del contrafort del mur.
A més de la majoria de bisbes de la diòcesi, s'hi troben altres enterraments, com el de Jaume Josep Soler i Roquer (Sant Joan de les Abadesses, 1799 — Xèrica, 1851), teòleg i bisbe de Terol.

## Arquitectura

### El temple

#### La Catedral gòtica
El temple fou construït amb una única nau amb tres trams coberts amb volta de creueria (menys els peus de la nau en què encara es mantenien arcs diafragmàtics suportant una coberta de fusta de l'antic temple), un presbiteri viutavat amb volta estrellada amb percelets. Als peus la capella major era flanquejada per la torre campanar i la porta d'accés creuant la muralla.

#### La Catedral neoclàssica
Mantenint els murs perimetrals però sobrealçant els contraforts, derruint les voltes i l'anterior capçalera per allargar la nau, es creà un edifici d'una sola nau de grans dimensions, capçalera semicircular, capelles entre els contraforts i cor als peus. Pilastres acanalades, aparellades en la nau i simples en el presbiteri, d'orde compost unides per garlanda suporten un poderós entaulament i cornisa que envolta el temple, d'on arranca una volta de canó amb llunetes en la nau, i volta de quadrant d'esfera en el presbiteri.

### Exterior

#### Façana
La façana principal, en el costat de l'Evangeli, té columnes dòriques aparellades que sostenen un frontó partit on es col·loca una finestra, i que emmarquen una porta amb arc de mig punt, tancada i convertida en una doble porta amb mainell ample.

#### Torre campanar
Torre trapezoidal de tres cossos separats per cordons, els dos primers massissos i, el tercer, el de les campanes, amb dues obertures de mig punt en cada cara, excepte en la cara NE, en què sols hi ha una obertura, amb balustrades. Les cares tenen 9,75, 7, 6 i 6,5 metres d'ample, i 36 metres d'altura. Per damunt, una terrassa amb un altre cos més reduït per a la campanar de les hores.
La torre campanar fou inicialment de dos cossos, el segon, el de les campanes, tenia la mateixa disposició que el cos superior, però amb obertures d'arc ogival, que tot i cegades en l'actualitat, encara es veuen. La construcció del tercer cos suposà que es tapiaren les obertures del segon cos i es col·locara el rellotge en el seu lloc.

#### Claustre
Claustre gòtic, de planta trapezoidal per estar situat entre la muralla i l'església, amb dues plantes. S'obri a l'hort per arcs apuntats. La galeria baixa té volta de creueria carregada sobre mènsules ornamentades de fauna i flora, i set capelles tancades per reixes de forja, entre les quals destaca la capella del Salvador, oberta al claustre per una porta barroca procedent de la Cartoixa de Valldecrist, i coberta amb volta de creueria amb tercelets i carregada sobre mènsules historiades. En un angle del claustre es troba la Sala Capitular, de planta quadrada i volta nervada alçada sobre trompes. El claustre alt, té finestrals de tradició aragonesa i execució, molt probablement, morisca. El claustre té entrada des del temple a prop del cor, i amb dos accessos des del carrer.

### Galeria fotogràfica

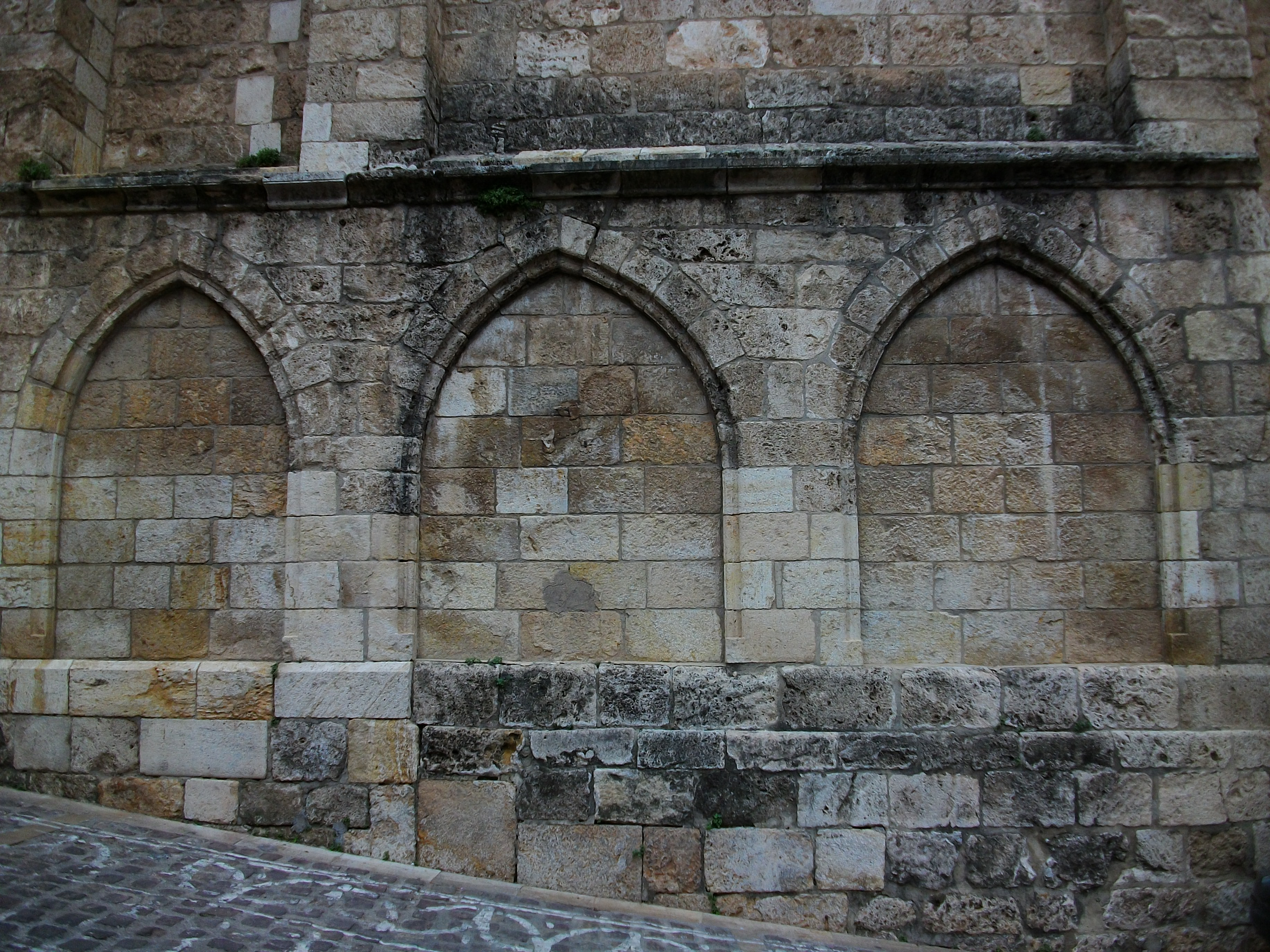
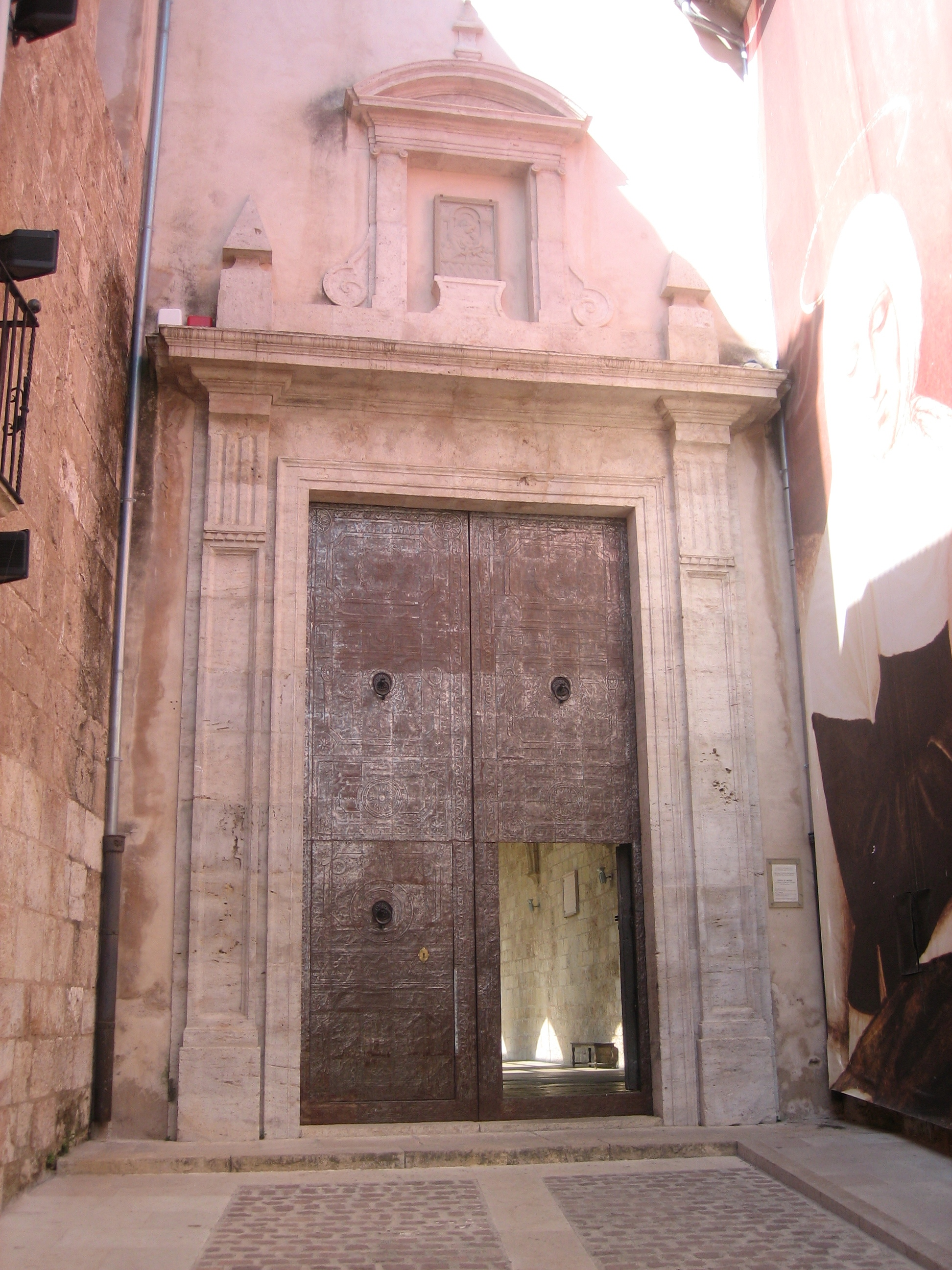
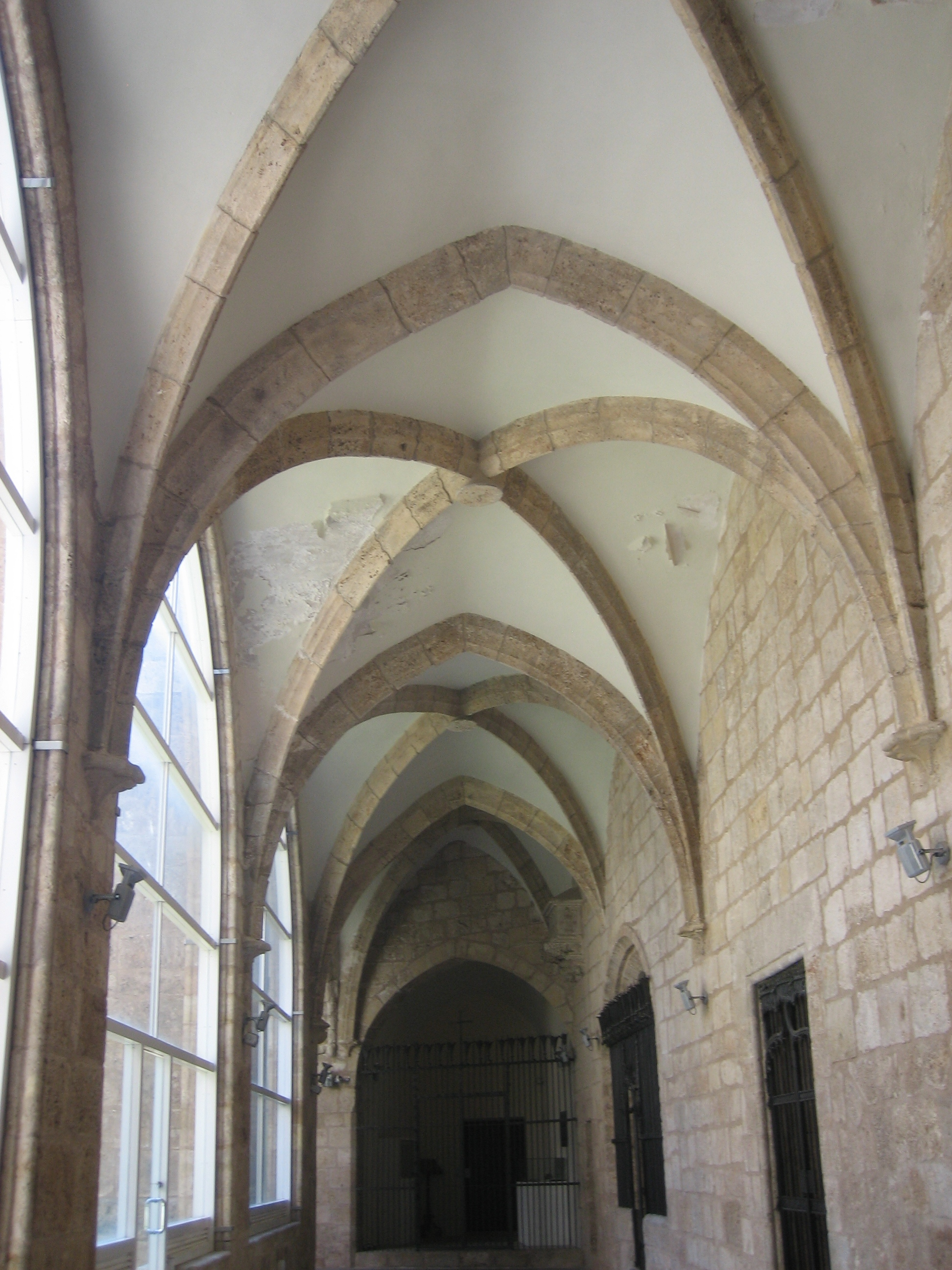
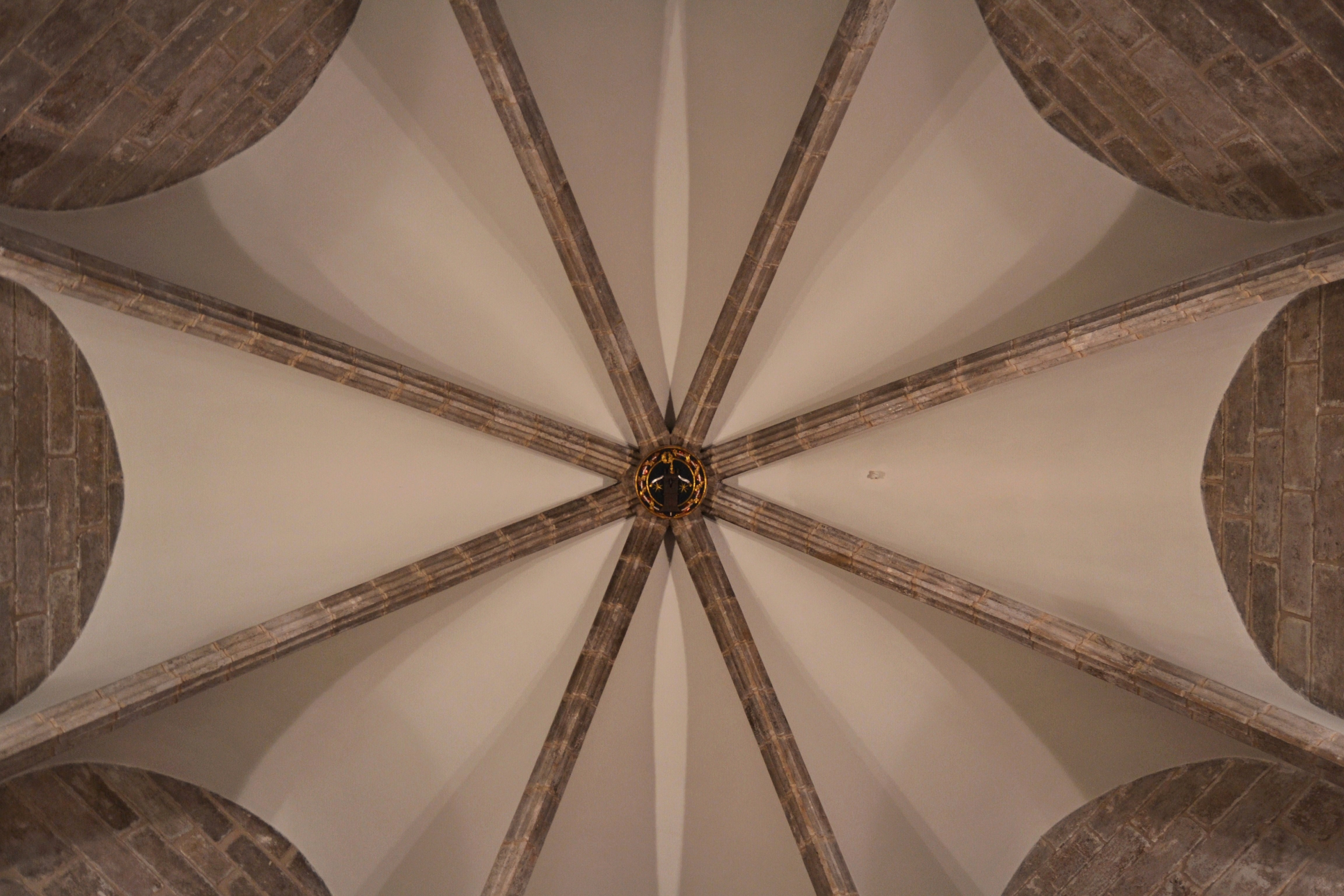
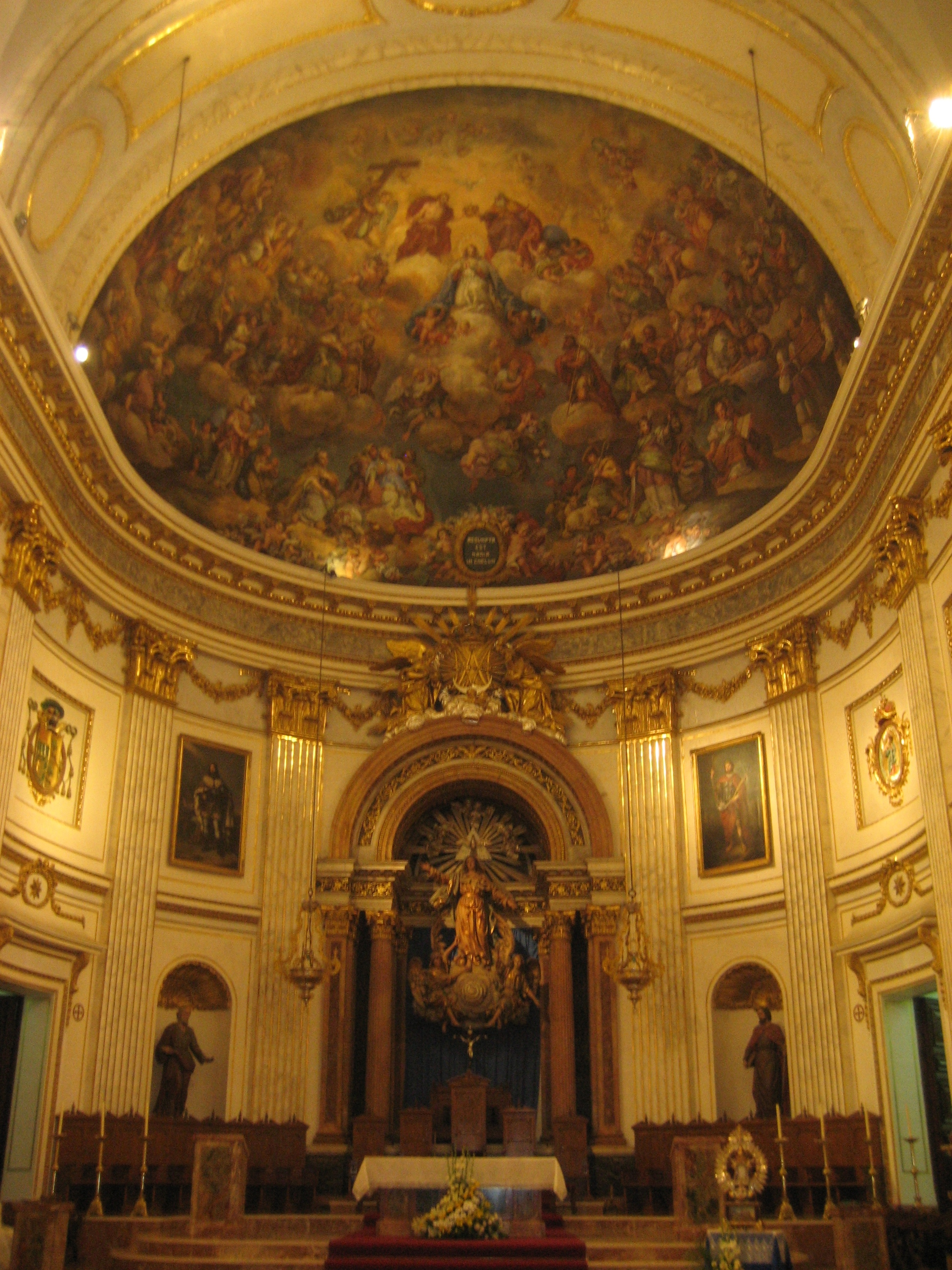
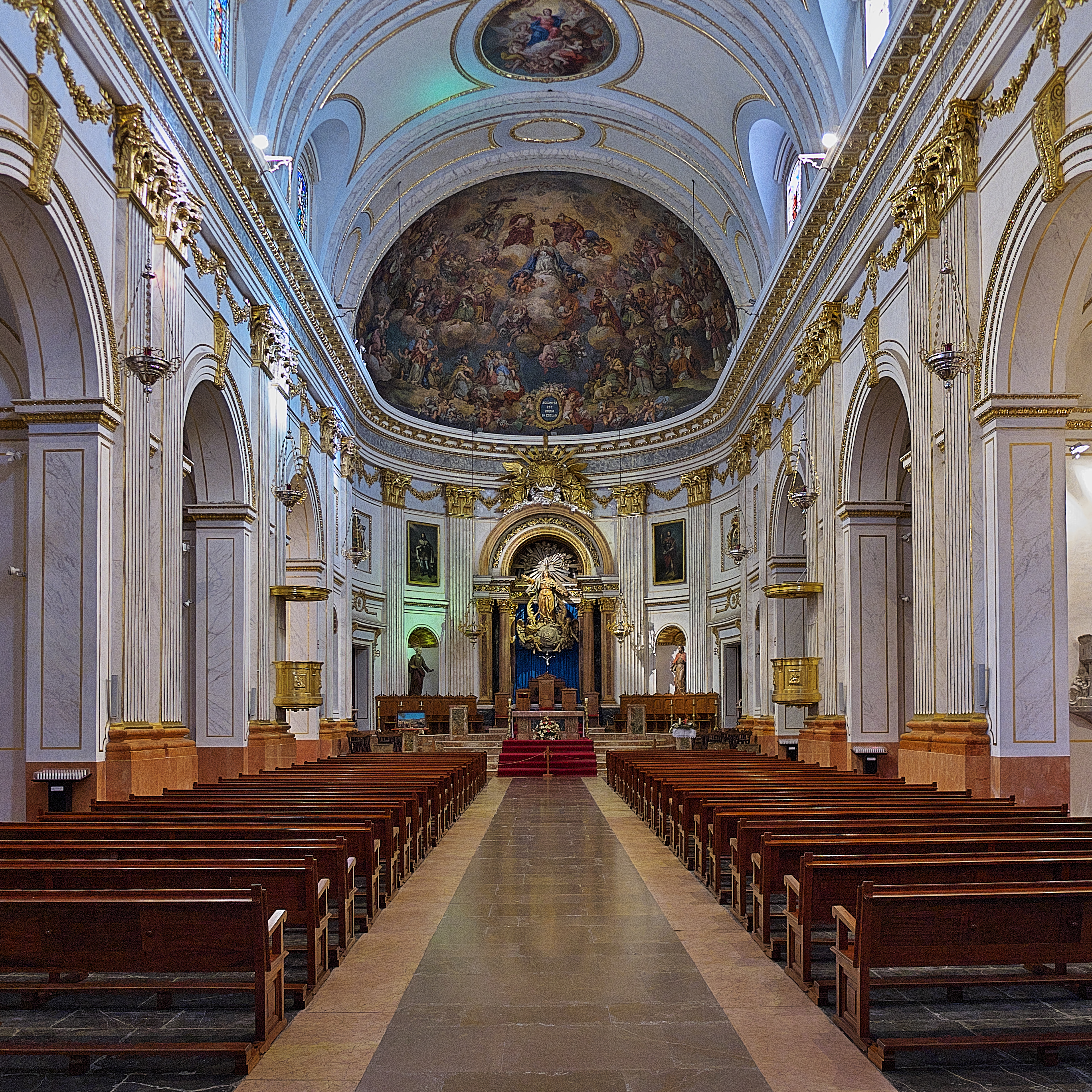
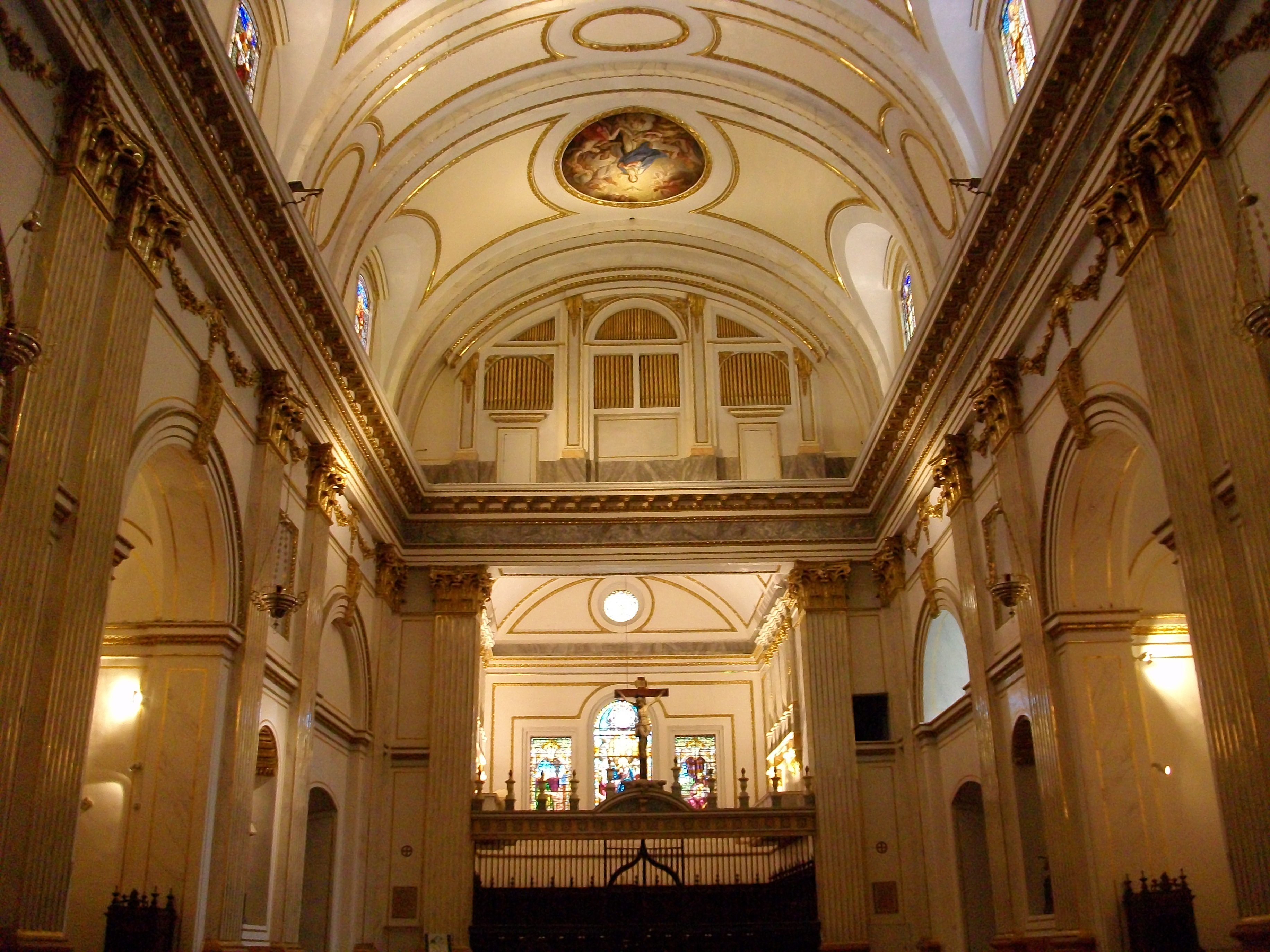
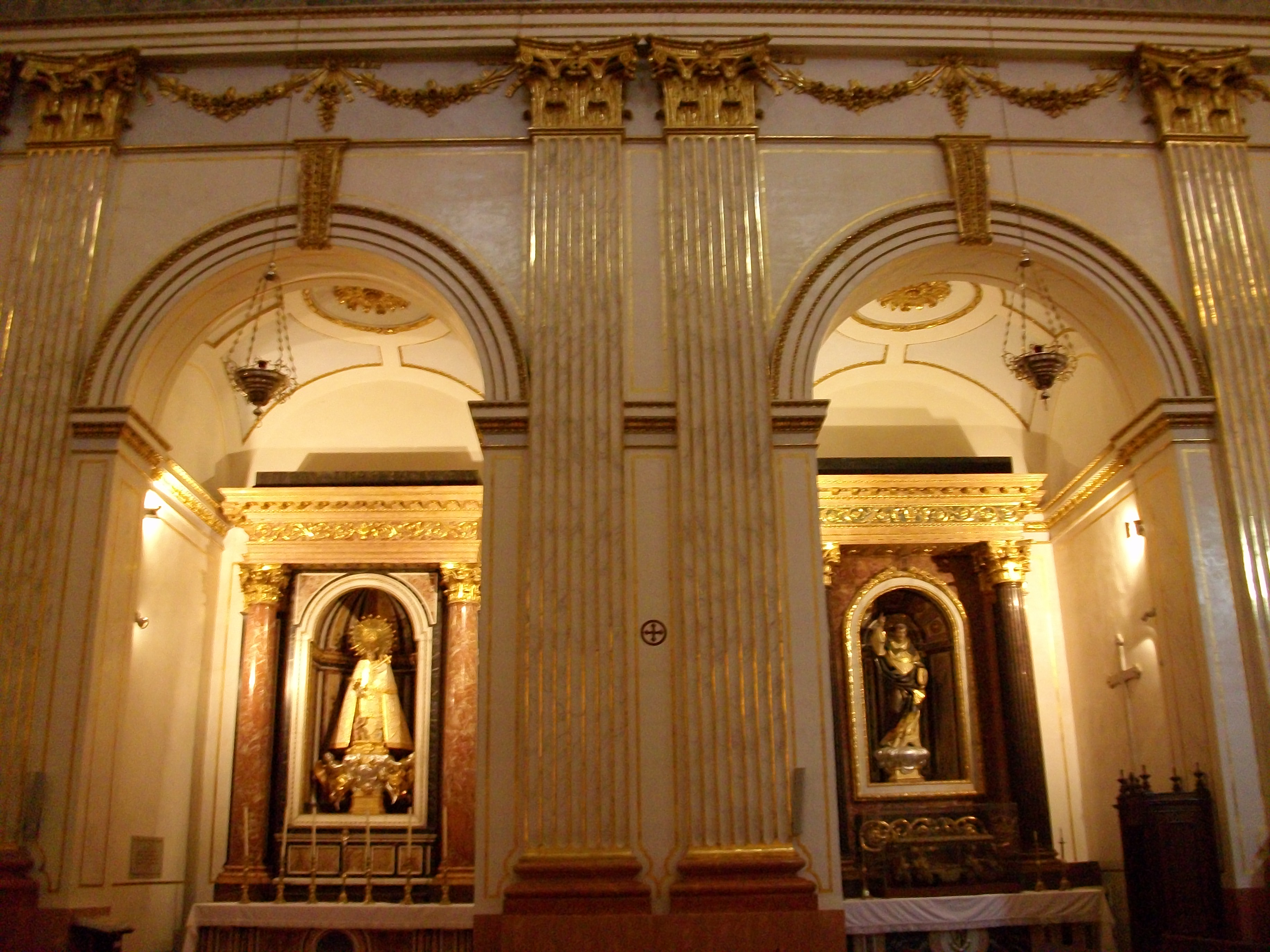

- Arcs gòtics a l'exterior
- Portada de Santa Maria
- Claustre
- Volta de la Sala Capitular
- Altar major
- Nau fins a la capçalera
- Nau fins als peus
- Capelles laterals

## Museu Catedralici

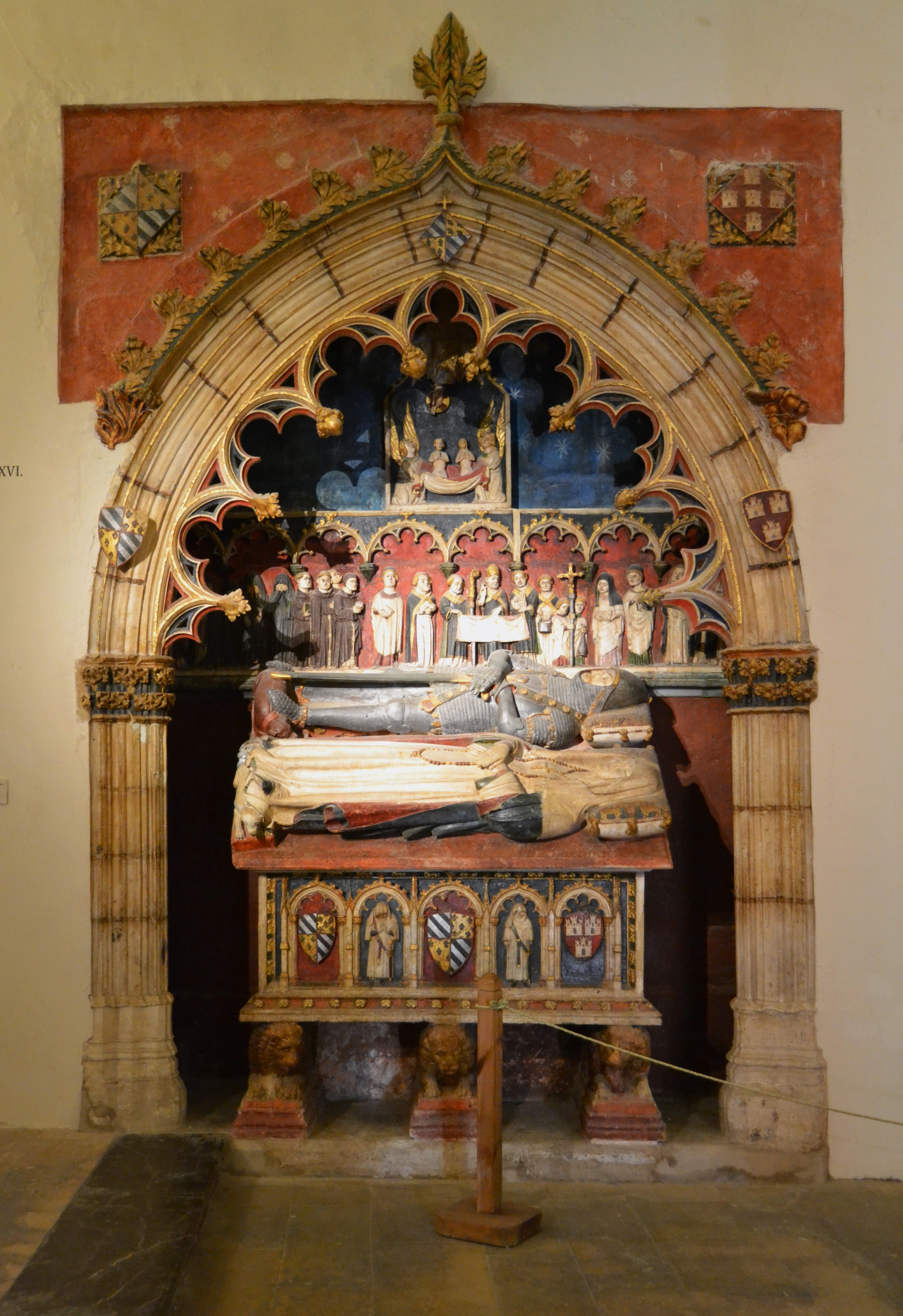
Sepulcre dels Vallterra

En 1924 es crea el Museu Diocesà en el Palau Episcopal, que patí les conseqüències de la Guerra Civil, però la intervenció de la Junta del Tresor Artístic aconseguí salvaguardar part del fons museístic. Amb posterioritat a la guerra, el Capítol i la Junta de Recuperació aconseguiren recuperar altra part del fons. I amb els fons del Museu Diocesà, altres peces de la Catedral i peces de la diòcesi, en 1949 es crea el Museu Catedralici de Sogorb. Si des del començament se situa la seu del museu en la galeria alta del claustre, en els anys 2001 i 2002, amb motiu de l'exposició La llum de les imatges, el museu s'amplia a les dependències i capelles de la galeria baixa i a l'interior del temple, fet que es manté amb la reobertura del museu en 2004. Actualment la galeria baixa i el temple es poden visitar, i la galeria alta és accessible a grups que sol·liciten una autorització prèvia.
Els fons del museu són, fonamentalment, pictòrics, amb obres representatives del gòtic internacional, peces d'influència flamenca del segle xv, pintura valenciana del segle xvi i obra neoclàssica de Camarón, Planes i López. També conserva excel·lents peces escultòriques, d'orfebreria i teixits, aquests darrers amb sedes i brodats dels segles XIV al xix.
- Trobada davant la Porta Daurada, taula de l'antic retaule de la Vida de Mare de Déu, de Miquel Alcanyís.
- Retaule de Sant Jeroni, (ca. 1450), de Jaume Mateu, estructurat amb tres carrers, dos cossos el central i tres els laterals, tot carregat sobre predel·la. Bon tractament de les figures i un interessant programa iconogràfic.[5]
- Retaule de la Vida de la Verge, de finals del segle xv, atribuït a Martí Torner.
- Retaule de Sant Lluc, del Mestre de Sant Lluc.
- Retaule de la Visitació, del Mestre de Sogorb.
- Retaule de la Misa de Sant Gregori.
- Antic retaule major (1525-1531), de Vicent Macip i Joan de Joanes, sobre la vida de Jesús i Maria.
- Retaule de Sant Vicent Ferrer (1523), de Vicent Macip i Joan de Joanes.[6]
- Verge amb el Nen, relleu renaixentista atribuït a Donatello.
- El Sepulcre dels Vallterra.
- Tríptic de la Passió, del segle xvi, amb esmalts de Limoges.
- Reliquiari de la Verge amb el Nen.
- Calze del bisbe Gilabert Martí.